# مارسيل ريسه
مارسيل ريسه (بالألمانية: Marcel Risse) (مواليد 17 ديسمبر 1989 في كولونيا - ألمانيا الغربية) لاعب كرة قدم ألماني يلعب حاليا لصالح نادي الدرجة الأولى ماينز الألماني منذ 2010 في مركز الوسط المهاجم كما يجيد اللعب في مركز المهاجم .

## وصلات خارجية
- مارسيل ريسه على موقع الاتحاد الأوربي (الإنجليزية)
- مارسيل ريسه على موقع قاعدة بيانات كرة القدم.إي يو (الإنجليزية)
- مارسيل ريسه على موقع بيانات كرة القدم. دي إي (الألمانية)
- مارسيل ريسه على موقع Soccerway.com (الإنجليزية)
- مارسيل ريسه على موقع عالم كرة القدم.نت (الإنجليزية)
- مارسيل ريسه على موقع AS.com (الإسبانية)